# Arrondissement d'Arcahaie
L’Arrondissement d'Arcahaie est un arrondissement d'Haïti, subdivision du département de l'Ouest. Il a été créé autour de la ville d'Arcahaie, qui est aujourd'hui son chef-lieu. Il était peuplé par 180 564 habitants en 2009.
La Commune est connue surtout pour la célébration annuelle sur son sol de la fête du Drapeau chaque 18 mai. Cette célébration rassemble les plus hautes autorités du pays ainsi que des membres du Corps diplomatique et consulaire. Elle est également connue pour être parmi les plus grandes productrices de bananes d'Haiti, ainsi que pour ses plages au sable blanc et ses sites historiques et touristiques.
L'arrondissement ne regroupe que deux communes :
- Arcahaie
- Cabaret